# Le Temps fauchant les amours
Le Temps fauchant les amours, traducido, El tiempo segando los amores es un reloj de esfera giratoria obra de Gustave Doré.

## Historia
Fue creado por Gustave Doré, según un modelo del mismo autor.

## Descripción
Es un reloj de esfera giratoria, lo que quiere decir que la esfera gira mientras la aguja permanece inmóvil. La esfera es sostenida por una peana, compuesta de amorcillos que intentan subirse  a ella, pero son impedidos por Cronos, simbolizando como el tiempo, muerte, vence al amor. La obra es de bronce dorado esculpido.